# Hexatoma longifurca
Hexatoma longifurca là một loài ruồi trong họ Limoniidae. Chúng phân bố ở miền Cổ bắc.